# Hatch
「Hatch」（ハッチ）は、声優の白石涼子の3作目のシングル。2008年8月6日、キングレコードより発売された。

## 概要
付属のDVDには、タイトル曲「Hatch」の約15分ほどの映像（ミュージッククリップとメイキング）が収録されている。

## 収録曲
1. Hatch[4:43]
作詞：只野菜摘、作曲：多胡邦夫、編曲：ats-
  - 文化放送系ラジオ番組『白石涼子の聞かなきゃ☆そん♪Song!』メインテーマソング
2. ブルーウォーター[4:20]
作詞：来生えつこ、作曲：井上ヨシマサ、編曲：須田悦弘
  - 森川美穂のシングル（1990年リリース）のカバー。（NHKテレビアニメ『ふしぎの海のナディア』オープニングテーマ）
3. Hatch（off vocal version）
4. ブルーウォーター（off vocal version）